# برنت هيلمان ستريتر
برنت هيلمان ستريتر (باللاتينية Burnett Hillman Streeter) عالم كتاب بريطاني.
ولد 1874 في لندن ودرس في جامعة أكسفورد ورسم قسيسا في 1899 وكان عضوا في هيئة عقيدة كنيسة إنكلترا من 1922 إلى 1937. كتب عدة مجلدات عن فلسفة الدين ومقارنة الأديان ودراسات النقد النصي للعهد الجديد. أهم عمل له هو الأناجيل الأربعة: دراسة الأصول
The Four Gospels: A Study of Origins (1924)
اقترح فيه فرضية وثائق أربع بدلا من فرضية المصدرين كحل للمشكلة السينوبتية. طور فيه أيضا نظرية عن نصوص محلية لنقل مخطوطات العهد الجديد، واكتشف وجود عائلة نصية جديدة هي النص القيصري، ولاحط علاقة قرب نصية بين المخطوطة السينائية وفولغاتا جيروم.
توفي 1937 في بيزل.

## مؤلفاته
- A Statement of Christian Belief in Terms of Modern Thought, (1912).
- The Sadhu: A Study in Mysticism and Practical Religion, (1921).
- The Four Gospels, a Study of Origins treating of the Manuscript Tradition, Sources, Authourship, & Dates, (1924).
- Reality: A New Correlation of Science and Religion, (1926).
- Primitive Church Studied with Special Reference to the Origins of the Christian Ministry, (1929).
- The Chained Library, (1931).
- The Buddha and the Christ, (Bampton Lectures, 1932).
- Reality A New Correlation Of Science And Religion, (1935).

## مواقع خارجية
- برنت هيلمان ستريتر على موقع الموسوعة البريطانية (الإنجليزية)

- Biographisch-Bibliographisches Kirchenlexikon
- Encyclopedia Britannica
- Streeter, The Four Gospels